# Венесуэльская война за независимость
Война за независимость Венесуэлы (1810—1823) — вооружённая борьба населения Венесуэлы против испанского колониального господства, приведшая к независимости Венесуэлы от Испании. Была частью войны за независимость испанских колоний в Америке.
Война за независимость Венесуэлы была самым тяжелым из конфликтов за освобождение Америки, будучи одним из самых дорогостоящих для нации во всех отношениях. Венесуэльская территория несколько раз переходила из рук в руки, сражения за независимость в первые годы конфликта не имели большой народной поддержкой из-за ненависти низших классов к преобладанию мантуанцев. За тринадцать лет войны в стране было всего около пяти месяцев мира.
Началась война 19 апреля 1810 года с создания в Каракасе Верховной хунты, после отстранения от власти испанского генерал-капитана Висенте Эмпарана. 5 июля 1811 года семь из десяти провинций генерал-капитанства Венесуэла объявили о своей независимости и приняли Декларацию независимости. Первая республика пала в 1812 году. Симон Боливар организовал военную кампанию и в 1813 году провозгласил Вторую республику, но и она также пала под ударами местных роялистов и экспедиционных войск, прибывших из Испании. Только после затяжной партизанской войны и кампании Боливара по освобождению Новой Гранады в 1819—1820 годах Венесуэла обрела независимость в рамках Великой Колумбии), что было официально утверждено 17 декабря 1819 года на конгрессе в Ангостуре. До 1830 года Венесуэла, наряду с Колумбией, Панамой и Эквадором, входила в состав Великой Колумбии, а затем окончательно отделилась и стала суверенной страной.

## Первая Венесуэльская республика
В связи с отсталостью испанской колониальной системы с начала 18 века в испанской Америке происходили восстания, но только после образования США и Великой французской революции возникли дополнительные стремления к освобождению от испанской власти по всему континенту. В течение многих лет богатые креолы организовывали заговоры против власти иберийцев, но когда в 1808 году наполеоновские войска оккупировали Испанию, в условиях отсутствия сильной королевской власти в колониях начались выступления против испанского господства.   Не все были готовы поддержать идею полной независимости, что вело к неприятию сепаратистских устремлений частью местного населения. Испанцы, в любом случае, не были готовы отказаться от своих претензий на власть и территорию. Затем последовали первые военные конфликты между патриотами, с одной стороны, и испанцами и сторонниками монархии, с другой.
19 апреля 1810 года городской совет Каракаса возглавил переворот и сместил испанского губернатора и генерал-капитана Висенте Эмпарана. В городе была образована хунта, вскоре и другие венесуэльские провинции последовали этому примеру. Этот акт независимости немедленно спровоцировал социально-политический конфликт. Страну охватила гражданская война. Каракасская Верховная хунта призвал конгресс венесуэльских провинций создать независимое правительство. Первоначально хунта и Конгресс поддержали «права Фердинанда VII», то есть признали себя по-прежнему частью испанской монархии, но создали отдельное правительство ввиду французского вторжения на Пиренейский полуостров. При этом в Конгресс все большую популярность обретала фракция сторонников полной независимости. Франсиско де Миранда и Симон Боливар, под влиянием идей Просвещения и на примере Французской революции, возглавили это движение. Конгресс объявил о независимости Венесуэлы 5 июля 1811 года путем образования Республики Венесуэла.
Ещё до начала сессий Конгресса в ноябре 1810 года в стране велась малоинтенсивная гражданская война между сторонниками хунты и независимости и роялистами, которые желали сохранить союз с Испанией. Две провинции — Маракайбо и Гуаяна, — а также район Коро не признали Каракасскую хунту и остались верны правительству Испании. Военные экспедиции против Коро и Гуаяны провалились. В 1811 году было успешно подавлено роялистское восстание в Валенсии. К 1812 году ситуация обострилась: республика осталась без денег, испанские войска организовали морскую блокаду (хотя венесуэльцы обходили её с помощью британских и американских торговых судов). Вдобавок ко всему 26 марта 1812 года разрушительное землетрясение потрясло республиканские районы, что было использовано монархистами и католической церковью как доказательство божьего гнева против республики. В этот отчаянный момент Миранда получил диктаторские полномочия, однако не смог остановить наступление роялистов под командованием Доминго де Монтеверде. После падения Пуэрто-Кабельо (который находился под командованием Симона Боливара), дезертирства и ключевых поражений от армии Монтеверде, Миранда был вынужден подписать капитуляцию в Сан-Матео 25 июля 1812 года, положив конец Первой Венесуэльской республике.

## Вторая республика
Боливар и другие патриоты Венесуэлы, эмигрировавшие в Соединённые Провинции Новой Гранады, включились в местную междоусобную борьбу. После победы в боях против Картахены, провозгласившей свою независимость не только от Испании, но и от Боготы, Боливар обратился к правительству Соединенных провинций за поддержкой и разрешением на экспедицию на территорию Венесуэлы. Благодаря его популярности и бесчисленным операциям, проведенным от имени Соединенных провинций, правительство Новой Гранады удовлетворило просьбу, предоставив Боливару людей и средства в дополнение к тем, которые уже были у него. 16 февраля 1813 года Боливар вошел на территорию Венесуэлы с юго-запада. Его главным помощником стал Хосе Феликс Рибас. Разбив роялистов в первых боях, он двинулся дальше, чтобы захватить Сан-Кристобаль, Ла-Грита, Мериду и Трухильо. В Трухильо Боливар издал Указ о войне на смерть, требовавший от населения Венесуэлы встать на сторону республики. После нескольких месяцев боев Боливар 22 июля одержал решающую победу в сражении при Лос-Хорконес, что позволило ему беспрепятственно занять Валенсию и Ла-Викторию в начале августа.
Пока Боливар сражался на западе страны, Сантьяго Мариньо и Мануэль Пиар успешно боролись против роялистов в восточной части Венесуэлы. 6 августа 1813 года, после победы при Москитеросе, Боливар вошел в Каракас, провозгласив восстановление Венесуэльской республики. Муниципалитет Каракаса пожаловал Симону Боливару звание Освободителя, и он был произведен в чин генерал-капитана.
Несмотря на то, что столица была отвоевана, значительная часть Венесуэлы оставалась под контролем испанцев. Испанский губернатор провинции Коро Хосе Себальос собрал 1300 солдат и двинулся к Валенсии. К нему присоединились 2500 человек под командованием Хосе Антонио Яньеса. 10 ноября испанцы разгромили отряд патриотов в битве при Тьеррита-Бланке. Боливар собрал всех солдат, кого мог, и двинулся навстречу Себальосу, разгромив его в битве при Арауре.
Восстановив конституцию 1811 года и назначив Боливара президентом, новая республика представила 2 центра власти: один в Каракасе под командованием Боливара (центральные провинции), а другой - под командованием Мариньо (восточные провинции). В рамках Указа о войне на смерть Боливар и Мариньо координировали действия по защите нации, подавляя восстания роялистов и сепаратистские движения, расстреливая пленных в Каракасе и Ла-Гуайре.
Но ни успешные действия, ни указ Боливара не смогли заставить население вступать в республиканскую армию. Сопротивление патриотам на этот раз пришло из обширных южных равнин, со стороны льянерос. В феврале 1814 года в льянос местный каудильо Хосе Томас Бовес инициировал широкое народное движение против восстановленной республики. Он смог превратить войну с республиканцами в войну деревенских жителей с зажиточными горожанами и элитой креолов. Бовес активно принимал в ряды своей армии представителей социальных низов — пастухов-льянеро, индейской, негритянской и мулатской бедноты и разного рода криминальных элементов. Его войска, равно отличавшиеся храбростью и жестокостью, успешно прорвались через равнинные провинции, чтобы направиться к Каракасу. Генерал Хосе Феликс Рибас 12 февраля 1814 года в Лас-Виктория лишь на мгновение приостановил наступление Бовеса на Каракас.
Тогда Мариньо и Боливар решили объединить свои силы, но всё равно были разбиты Бовесом 15 июня 1814 года у Кебрада-де-ла-Пуэрта в битве при Пуэрте. Патриоты были вынуждены эвакуировать Каракас и отступить на восток, к Кумане, где закрепился Пиар. Пиар, однако, не согласился перейти под верховное командование Боливара, и последний был вынужден покинуть Венесуэлу и снова отправиться в Новую Гранаду. Борьба на востоке Венесуэлы продолжилась под руководством Рибаса, но, несмотря на то что Бовес вскоре был убит в сражении при Урике, страна была возвращена под роялистский контроль, и Вторая Венесуэльская республика пала.

## Возвращение Венесуэлы и Новой Гранады под власть Испании
В Испании в 1814 году антифранцузские силы освободили страну, и Фердинанд VII, восстановленный на троне, послал большой экспедиционный корпус во главе с генералом Пабло Морильо, отличившимся  во время войны против французов, в Венесуэлу и Новую Гранаду. Это была самая крупная экспедиция, которую испанцы когда-либо отправляли в Америку. Близость Венесуэлы к Кубе, Пуэрто-Рико и Испании сделала ее первой целью действий роялистов. Морильо прибыл в Венесуэлу и присоединил к себе силы Моралеса, после смерти Бовеса руководившего льянеро. Льянеро были либо демобилизованы, либо включены в состав испанских экспедиционных частей. Это вызвало их недовольство, и многие из них стали переходить на сторону патриотов, остатки которых продолжали действовать мелкими партизанскими отрядами по всей стране.
Боливар, не получивший поддержки у англичан на Ямайке, смог добиться помощи на Гаити, которая была первой латиноамериканской независимой республикой, от президента Александра Петиона и, получив необходимые боеприпасы и оружие, вернулся на остров Маргариту, безопасный республиканский оплот. На кораблях, предоставленных купцом Брионом, Боливар отплыл на запад вдоль венесуэльского побережья до Окумаре-де-ла-Коста, где он, как обещал Петиону, провозгласил отмену рабства (хотя это осталось без внимания из-за небольшого количества рабов на территории Венесуэлы).
После того как испанцами была подчинена Новая Гранада, Моралес вернулся в Венесуэлу и разбил патриотов 10 октября. Боливар снова отплыл на Гаити. В это же время Пиар и Грегор Макгрегор, шотландский солдат удачи, который ранее принимал активное участие в войне в Новой Гранаде, смогли победить Моралеса в бою при Аль-Хункале (27 сентября 1816 года), а затем уйти на юг, в Гуаяну. В это же время Мариньо возглавил свою собственную экспедицию и в октябре 1816 года временно захватил Куману.

## Подолжение борьбы. Третья Венесуэльская республика (1817-1819)
Патриоты перешли к партизанской борьбе, но не смогли договориться о едином руководстве и единой стратегии. В период с 1816 по 1817 год республиканцы завоевали регион Гуаяна, богатый природными ресурсами и средствами связи, который стал служить базой для начала кампаний в другие регионы страны. 31 декабря 1816 года Боливар высадился в Барселоне и оттуда планировал наступление на Каракас, но потерпел поражение в Кларине (9 января 1817 года) и ушёл в Гуаяну, где находился Пиар. Боливар стремился объединить свои силы с войсками Мануэля Пиара, но разногласия между ними привели к тому, что Пиар был арестован, обвинён в организации заговора (историки до сих пор спорят по поводу правомерности обвинений) и казнён после военного суда 16 октября 1817 года.
12 мая 1817 года в городе Пампатар на острове Маргарита патриоты восстановили федеральное правительство, исчезнувшее после падения Второй республики и положили начало Третьей Венесуэльской республики. 14 июля 1817 года Морильо прибывает с армией численностью около 3000 человек и быстро захватывает большую часть острова, но ожесточенное сопротивление, а также новости о победах Боливара в Гуаяне заставляют его уйти с Маргариты 17 августа.
В то же время Франсиско де Паула Сантандер, новогранадский республиканец, который отступил в льянос после вторжения Морильо, встретился с Боливаром и договорился об объединении усилий. Британские ветераны наполеоновских войн начали прибывать в Венесуэлу, где они сформировали ядро того, что впоследствии стало известно как Британский легион. Джеймс Рук поставил в армию Боливара более 1000 европейских солдат. Наступил период равновесия сил, когда роялисты контролировали густонаселенный городской север, а республиканцы — обширные малонаселенные равнины юга.
Вскоре после этого Боливар отправился в льянос, где объединился с Хосе Антонио Паэсом, одним из бывших командиров Бовеса, перешедшим на сторону патриотов. Их армия (4300 человек) форсирует реку Апуре и начинает наступление против сил роялистов в Гуарико. Основная часть роялистских армий терпит поражение в Калабозо 12 февраля 1818 года, после чего роялисты отступают в долины Арагуа, преследуемые Боливаром. Отступление Паэса со своей кавалерией обратно в Сан-Фернандо и победа Морильо при Ла-Пуэрте 16 марта меняют ход кампании и вынуждают Боливара вернуться в Апуре, преследуемого испанцами.
15 февраля 1819 года начался Ангостурский конгресс, который преследовал своей целью создание Республики Колумбия (Великая Колумбия).
Морильо вторгся в Апуре в 1819 году в надежде, что победа его войск станет решающим ударом по патриотам. Испанские войска побеждают в нескольких боях, вынуждая венесуэльцев отступить к реке Араука, но 2 апреля терпят поражение в битве при Лас-Кесерас-дель-Медиос и отступают обратно в Калабозо, чтобы провести сезон дождей.
По совету своих европейских офицеров, которые справедливо указали, что в Венесуэле было четыре испанские дивизии, в то время как только одна была дислоцирована в Колумбии, в мае 1819 года Боливар начал кампанию в Новой Гранаде. Его армия (около 4000 человек) перешла через Анды и 7 августа сражении при Бояке разбила испанские войска, а затем освободила большую часть территории Новой Гранады. Испанцы были потрясены потерей своего наместничества, и их военные операции были сведены к минимуму. С освобождением Новой Гранады республиканцы получили новую базу для наступление на войска Морильо. Республиканский конгресс в Ангостуре, который включал в свой состав небольшую делегацию из Новой Гранады, 17 декабря 1819 года объявил о союзе Новой Гранады и Третьей Венесуэльской республики и образовании Республики Колумбия (Великая Колумбия).

## Укрепление независимости
После восстания Рафаэля Риего в Испании и отказа от отправки ещё одной экспедиционной армии в Южную Америку Пабло Морильо в конце 1820 года был отправлен в отставку. Его сменил Мигель де ла Торре. Боливар возглавил кампанию против него в 1821 году, кульминацией которой стала битва при Карабобо, в которой испанцы окончательно потеряли свое превосходство в Венесуэле.
Испанцы закрепились в Пуэрто-Кабельо. В последующие два года Пуэрто-Кабельо трижды осаждали. Тем не менее, в 1822 году с помощью испанского Карибского флота новому командующему Франсиско Томасу Моралесу удалось прорваться и занять Маракайбо. Отсюда он руководил походами на восток и юг, к которым присоединялись местные роялисты, не желавшие отказываться от сопротивления. Только совместное использование сухопутных войск и флота привело к капитуляции последнего испанского командующего в Венесуэле в августе 1823 года. Последние испанцы потерпели поражение от Паеса в Пуэрто-Кабельо в ноябре. Это официально положило конец войне, но роялисты продолжали восставать против республики в течение многих лет, что привело к дальнейшим военным операциям и препятствовало гражданскому строительству и социальному развитию.